# SeoSat/Ingenio
O SeoSat/Ingenio (Scientific Earth Observation Satellite) foi um satélite artificial para observação da Terra que forneceria imagens óticas de alta resolução multiespectral da Espanha para as diversas instituições, governo espanhol, setor civil e institucional. O satélite de observação terrestre SeoSat, é financiado pelo Governo espanhol, que mantém a responsabilidade global para o desenvolvimento financeiro e programático. Ele será operado pela Hisdesat.
Em maio de 2019, a Agência Espacial Europeia e a Arianespace assinaram um contrato para lançar o SeoSat/Ingenio em um foguete Vega a partir do Centro Espacial de Kourou em 2020. O satélite foi lançado em 17 de novembro de 2020, porém não conseguiu atingir a órbita devido a um problema com o estágio superior do veículo de lançamento.